# Fédération suédoise d'athlétisme
La Fédération suédoise d'athlétisme (en suédois Svenska Friidrottsförbundet) est la fédération d'athlétisme de Suède, affiliée à l'Association européenne d'athlétisme et à l'IAAF (depuis 1912). Créée en 1895, sous le nom de Svenska Idrottsförbundet (1895-1949), elle siège désormais à Solna et son président est Tomas Riste.

## Présidents
- 1917–1919 : Sven Låftman
- 1965–1973 : Matts Carlgren
- 1973–1981 : Arne Ljungqvist
- 1981–1985 : Hans Holmér
- 1986–1995 : Bernt Gröön
- 1995–2004 : Bengt Westerberg
- 2004–2008 : Yngve Andersson
- 2008–2012 : Lennart Karlberg
- 2012-2014 : Tomas Riste
- 2014-2015 : Björn Eriksson
- Depuis 2016 : Björn O. Nilsson